# Horné Saliby
Horné Saliby (ungarisch Felsőszeli) ist eine Gemeinde im Okres Galanta in der Westslowakei. Sie liegt im Donautiefland am Fluss Salibský Dudváh, 117 Meter über dem Meeresspiegel, 8 km südlich von Galanta entfernt.

## Geschichte
Der Ort wurde 1217 erstmals als Zeli erwähnt. In den Jahren 1237–1240 wird das Gebiet schon als utraque Zeli, also von heutiger Nachbargemeinde Dolné Saliby deutlich getrennt und gehörte zur Abtei Pannonhalma, dann seit dem 15. Jahrhundert zum Herrschaftsgut von Schintau, wo sie bis zum Beginn des 19. Jahrhunderts verblieb. Im 16. Jahrhundert wird auch die heutige Form Felsőszeli erwähnt. 1523 wurde sie zum Marktflecken.
Bis 1918/19 gehörte die Gemeinde im Komitat Pressburg im Königreich Ungarn, danach kam sie zur neu entstandenen Tschechoslowakei. 1938–1945 war sie als Folge des Ersten Wiener Schiedsspruchs noch einmal Teil Ungarns. In den Jahren 1947–48 kam es zu einem Bevölkerungsaustausch zwischen der Tschechoslowakei und Ungarn, wodurch auch einige slowakische Familien aus Ungarn in die Gemeinde kamen und einige ungarische Einwohner nach Ungarn umsiedelten.

## Bevölkerung
| Jahr                | 1994 | 2004    | 2014    | 2024    |
| ------------------- | ---- | ------- | ------- | ------- |
| Anzahl der Personen | 3046 | 3156    | 3226    | 3169    |
| Unterschied         |      | +3,61 % | +2,21 % | −1,76 % |

| Jahr                | 2023 | 2024    |
| ------------------- | ---- | ------- |
| Anzahl der Personen | 3200 | 3169    |
| Unterschied         |      | −0,96 % |

1910 war die Gemeinde ein fast rein magyarisches Dorf: von 3477 Einwohnern waren 3463 Ungarn, 9 Slowaken, 4 Deutsche und 1 anderer.
Laut der Volkszählung 2001 waren von 3134 Einwohnern noch eine Mehrheit Ungarn (2100 Einwohner), aber es gab auch eine große slowakische Minderheit (1001 Einwohner).

## Sehenswürdigkeiten
- römisch-katholische Kirche aus dem Jahr 1775
- evangelische Kirche aus dem Jahr 1856
- ein Thermalbad, in den 1950er Jahren erbaut